# Andreas Bauch (Theologe)
Andreas Bauch (* 28. Februar 1908 in Ensfeld; † 24. Oktober 1985 in Eichstätt) war ein deutscher römisch-katholischer Priester und Theologe.

## Leben
Bauch besuchte ab 1918 das humanistische Gymnasium Eichstätt und trat 1920 in das Knabenseminar ein. Er studierte an der Philosophisch-Theologischen Hochschule in Eichstätt Theologie.
Nach dem Tod des Eichstätter Bischofs Johannes Leo von Mergel am 20. Juni 1932 weihte ihn der Bamberger Erzbischof Johann Jakob von Hauck am 29. Juni 1932 zum Priester. Danach war er Kaplan in St. Walburga Nürnberg-Eibach. Von 1934 bis 1946 war er Subregens im Collegium Willibaldinum. Von 1. Oktober 1950 bis 30. September 1971 war er Regens im Collegium Willibaldinum. Nach der Promotion an der Universität Würzburg 1946 über das theologisch-aszetische Schrifttum des Eichstätter Bischofs Philipp von Rathsamhausen lehrte er von 1947 bis 1976 als Professor für Allgemeingeschichte und christliche Kunst an der Philosophisch-Theologischen Hochschule (später Gesamthochschule) Eichstätt.
Den Bayerischen Verdienstorden erhielt er 1972 und 1978 wurde er Ehrenbürger von Eichstätt.

## Schriften (Auswahl)
- Die Diözese Eichstätt. Abriß ihrer Geschichte. München 1980, OCLC 246838692.
- Diözesanmuseum Eichstätt. München 1982, OCLC 61849350.
- Mariahilfberg Neumarkt in der Oberpfalz. Regensburg 1994, OCLC 75557953.
- Der Dom zu Eichstätt. Regensburg 1994, OCLC 313266832.[2]